# ALFA 15 HP
L' A.L.F.A. 15 HP est une voiture de taille moyenne produite entre 1911 et 1913 par A.L.F.A., une société qui deviendra plus tard Alfa Romeo, de 1911 à 1913.
Le modèle est dérivé de la 12 cv et avait un moteur à quatre cylindres de 2.413 cm³ de cylindrée comme son prédécesseur, mais avec plus de puissance de sortie. Le moteur de la 15 cv a un taux de compression de 4,2 à 1 et développe une puissance maximale de 24 hp (18 kW) à 2.400 tr/min. L'alésage et la course sont respectivement de 80 et 120 mm. C'est une voiture à moteur à l'avant et roues motrices à l'arrière. La 15 cv a une boîte de vitesses à trois rapports et est équipée d'un frein de stationnement. La voie est de 1.300 mm. La 15 cv est disponible en deux types de carrosserie: torpédo et berline. La voiture a une vitesse de pointe de 95 km/h. Elle a été conçue par Giuseppe Merosi et était proposée au prix de 9 500 lires.

## Chiffres de production Alfa 15 HP
| Année      | 1912 | total |
| ---------- | ---- | ----- |
| Alfa 15 HP | 100  | 100   |

Les numéros de châssis ont été pré-attribués de 1051 à 1150, tout comme les numéros de bloc moteur.

## Sources
- David Owen, Grandi Marche : Alfa Romeo, Milan, Edizioni Acanthus, 1985